# Franz-Josef Deiters
Franz-Josef Deiters (* 13. Oktober 1964 in Schermbeck am Niederrhein) ist ein deutsch-australischer Literaturwissenschaftler und Germanist.

## Leben
Nach dem Abitur am Gymnasium St. Ursula Dorsten absolvierte Deiters ein Studium der Germanistik und Philosophie an der Eberhard-Karls-Universität Tübingen. Von 1993 bis 2006 war er (zunächst als Wissenschaftlicher Assistent, ab 2004 als Privatdozent) am dortigen Deutschen Seminar tätig. 1997 wurde er durch die Neuphilologische Fakultät zum Doktor der Philosophie promoviert, 2004 erfolgte die Habilitation im Fach Neuere deutsche Literatur. Nach einer DAAD-Gastprofessur an der Universität Sarajevo in Bosnien-Herzegowina (2005) und einer Vertretungsprofessur an der Johann Wolfgang Goethe-Universität Frankfurt am Main (2006) wechselte er 2006 nach Melbourne, Australien, wo er bis 2020 an der Monash University lehrte. 2010 wurde Deiters in die Australian Academy of the Humanities gewählt. 2018 nahm er eine Gastforschungsprofessur an der Universität Bergamo (Italien) wahr. Seit Dezember 2020 ist er der Germanistischen Abteilung der Universität Sydney assoziiert.
Seine Forschungsgebiete erstrecken sich über die deutschsprachige Literatur vom 18. Jahrhundert bis zur Gegenwart, die Mediologie des Theaters, verschiedene Aspekte der Literaturtheorie sowie der philosophischen Ästhetik.

## Schriften (Auswahl)

### Monographien
- Sprechen über Deutschland - vom Standpunkt der Religion. Vier Stimmen im Zeitalter der Weltkriege. Eine kulturwissenschaftliche Studie. (= Philologische Studien und Quellen 294). Erich Schmidt, Berlin 2024. ISBN 978-3-503-23902-3.
- Neues Welttheater? Zur Mediologie des Theaters der Neo-Avantgarden. (= Philologische Studien und Quellen 286). Erich Schmidt, Berlin 2022, ISBN 978-3-503-20998-9.
- Verweltlichung der Bühne? Zur Mediologie des Theaters der Moderne. (= Philologische Studien und Quellen 274). Erich Schmidt, Berlin 2019, ISBN 978-3-503-18813-0.
- Die Entweltlichung der Bühne. Zur Mediologie des Theaters der klassischen Episteme. (= Philologische Studien und Quellen 252). Erich Schmidt, Berlin 2015, ISBN 978-3-503-16517-9.
- Auf dem Schauplatz des „Volkes“: Strategien der Selbstzuschreibung intellektueller Identität von Herder bis Büchner und darüber hinaus. (= Rombach Litterae 138). Rombach, Freiburg i.Br./Berlin/Wien 2006, ISBN 3-7930-9444-8.
- Drama im Augenblick seines Sturzes: zur Allegorisierung des Dramas in der Moderne. Versuche zu einer Konstitutionstheorie. (= Philologische Studien und Quellen 155). Erich Schmidt, Berlin 1999, ISBN 3-503-04921-5.

### Herausgeberschaften
- Mord/Murder. (Mitherausgeber). (= Limbus: Australisches Jahrbuch für germanistische Literatur- und Kulturwissenschaft 14). Nomos/Rombach Wissenschaft, Baden-Baden 2021, ISBN 978-3-96821-815-1.
- Topos Österreich/Topos Austria. (Mitherausgeber). (= Limbus: Australisches Jahrbuch für germanistische Literatur- und Kulturwissenschaft 13). Nomos/Rombach Wissenschaft, Baden-Baden 2020, ISBN 978-3-96821-648-5.
- Sexualitäten/Sexualities. (Mitherausgeber). (= Limbus: Australisches Jahrbuch für germanistische Literatur- und Kulturwissenschaft 12). Rombach, Freiburg i.Br./ Berlin/Wien 2019, ISBN 978-3-7930-9952-9.
- Der Erste Weltkrieg in der Dramatik. Deutsche und australische Perspektiven/The First World War in Drama. German and Australian Perspectives. (Mitherausgeber). (= Abhandlungen zur Literaturwissenschaft). J.B. Metzler, Stuttgart 2018, ISBN 978-3-476-04671-0.
- Herkunft/Origin (Mitherausgeber). (= Limbus: Australisches Jahrbuch für germanistische Literatur- und Kulturwissenschaft. 11). Rombach, Freiburg i.Br./ Berlin/Wien 2018, ISBN 978-3-7930-9915-4.
- Angst. (Mitherausgeber). (= Limbus: Australisches Jahrbuch für germanistische Literatur- und Kulturwissenschaft. 10). Rombach, Freiburg i.Br./ Berlin/Wien 2017, ISBN 978-3-7930-9882-9.
- Besuch/Visitation. (Mitherausgeber). (= Limbus: Australisches Jahrbuch für germanistische Literatur- und Kulturwissenschaft 9). Rombach, Freiburg i.Br./ Berlin/Wien 2016, ISBN 978-3-7930-9855-3.
- Altern/Ageing (Mitherausgeber). (= Limbus: Australisches Jahrbuch für germanistische Literatur- und Kulturwissenschaft 8). Rombach, Freiburg i.Br./ Berlin 2015, ISBN 978-3-7930-9819-5.
- Krieg/War (Mitherausgeber). (= Limbus: Australisches Jahrbuch für germanistische Literatur- und Kulturwissenschaft.7). Rombach, Freiburg i.Br./ Berlin 2014, ISBN 978-3-7930-9784-6.
- Topos Australien/Topos Australia. (Mitherausgeber). (= Limbus: Australisches Jahrbuch für germanistische Literatur- und Kulturwissenschaft 6). Rombach, Freiburg i.Br./ Berlin/Wien 2013, ISBN 978-3-7930-9747-1.
- Die Aktualität der Romantik/The Actuality of Romanticism (Mitherausgeber). (= Limbus: Australisches Jahrbuch für germanistische Literatur- und Kulturwissenschaft 5). Rombach, Freiburg i.Br./ Berlin/Wien 2012, ISBN 978-3-7930-9704-4.
- Terror und Form/Terror and Form. (Mitherausgeber). (= Limbus: Australisches Jahrbuch für germanistische Literatur- und Kulturwissenschaft 4). Rombach, Freiburg i.Br./ Berlin/Wien 2011, ISBN 978-3-7930-9667-2.
- Groteske Moderne – Moderne Groteske. Festschrift für Philip Thomson/Festschrift for Philip Thomson (Mitherausgeber). (= Transpositionen: Australische Studien zur deutschen Literatur, Philosophie und Kultur 3). Röhrig Universitätsverlag, St. Ingbert 2011, ISBN 978-3-86110-492-6.
- Nach der Natur/After Nature. (Mitherausgeber). (= Limbus: Australisches Jahrbuch für germanistische Literatur- und Kulturwissenschaft 3). Rombach, Freiburg i.Br./ Berlin/Wien 2010, ISBN 978-3-7930-9635-1.
- Passagen: 50 Jahre Germanistik an der Monash Universität/Passages: 50 Years of German Studies at Monash University. (Mitherausgeber). (= Transpositionen: Australische Studien zur deutschen Literatur, Philosophie und Kultur 1). Röhrig Universitätsverlag, St. Ingbert 2010, ISBN 978-3-86110-467-4.
- Narrative der Arbeit/Narratives of Work. (Mitherausgeber). (= Limbus: Australisches Jahrbuch für germanistische Literatur- und Kulturwissenschaft 2). Rombach, Freiburg i.Br./ Berlin/Wien 2009, ISBN 978-3-7930-9595-8.
- Erinnerungskrisen/Memory Crises (Mitherausgeber). (= Limbus: Australisches Jahrbuch für germanistische Literatur- und Kulturwissenschaft 1). Rombach, Freiburg i.Br./ Berlin/Wien 2008, ISBN 978-3-7930-9541-5.
- Denken/Schreiben in der Krise: Existentialismus und Literatur. (Mitherausgeber). Röhrig Universitätsverlag, St. Ingbert 2004 (= Kunst und Gesellschaft 2). ISBN 3-86110-379-6.
- Die Geschichtlichkeit des Utopischen: für Eberhard Braun zum 60. Geburtstag. (Mitherausgeber). Röhrig Universitätsverlag, St. Ingbert 2001, ISBN 3-86110-277-3.
- Geschichtserfahrung im Spiegel der Literatur: Festschrift für Jürgen Schröder zum 65. Geburtstag. (Mitherausgeber). Stauffenburg, Tübingen 2000, ISBN 3-86057-654-2.
- Das Politische der Philosophie: über die gesellschaftliche Verantwortung politischen Denkens. (Mitherausgeber). (= Kritisches Wissen 7). Talheimer, Mössingen-Talheim 1993, ISBN 3-89376-021-0.